# کنفدراسیون

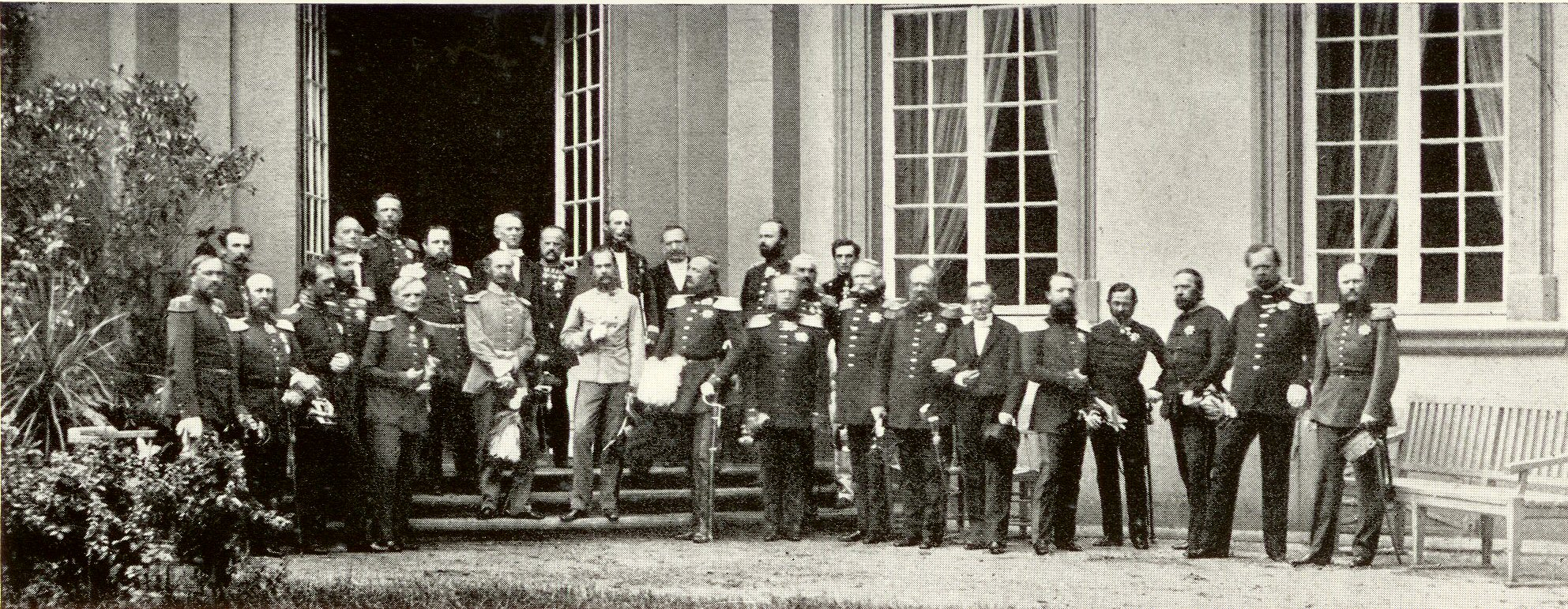
Frankfurt am Main, Germany, September 1, 1863

کُنفِدراسیون (به فرانسوی: Confédération) یا کشورگاناتحادیه‌ای مرکب از چند ایالت خودمختار یا کشور است که با حفظ حاکمیت خود برای نیل به اهداف مشترک، امور سیاست خارجی و دفاعی را در یکی از ایالت‌ها یا کشورها متمرکز می‌کنند.
کنفدراسیون برخلاف فدراسیون، دارای یک قدرت مرکزی نیست که بر شهروندان همهٔ دولت‌های متحد فرمانروا باشد، دولت‌های عضو، در سیاست داخلی و خارجی خود آزادند.
ایالات متحدهٔ آمریکا پیش از آن که به صورت فدراسیون درآید از ۱۷۷۸ تا ۱۷۸۷ کنفدراسیون بود، آلمان از ۱۸۱۵ تا ۱۸۶۶ و هلند از ۱۵۸۰ تا ۱۷۹۵ به صورت کنفدراسیون بودند.
کشورهای عضو کنفدراسیون در روابط بین‌المللی به صورت کشورهای جداگانه و با سیاست خود حرکت می‌کنند اما جنگ را میان خود ناروا می‌دانند و آن را جایز نمی‌شمارند.
- معمولاً قسمتی از وظایف دولت‌های متحد به یک کمیتهٔ مرکزی واگذار می‌گردد.
- کنفدراسیون به‌طور معمول از پیوند چند فدراسیون ایجاد می‌گردد.